# Campionat d'escacs d'Andorra
El campionat d'escacs d'Andorra és un torneig d'escacs estatal celebrat a Andorra per determinar el campió del país.

## Quadre d'honor
| #  | Any      | Guanyador                     |
| -- | -------- | ----------------------------- |
| 1  | 2000     | Òscar de la Riva              |
| 2  | 2001     | Òscar de la Riva              |
| 3  | 2002     | Daniel José Queraltó          |
| 4  | 2003     | Josep Oms i Pallisé           |
| 5  | 2004     | Josep Oms i Pallisé           |
| 6  | 2005     | Josep Oms i Pallisé           |
| 7  | 2006[1]  | Josep Oms i Pallisé           |
| 8  | 2007[2]  | Òscar de la Riva              |
| 9  | 2008[3]  | Joan Mellado Triviño          |
| 10 | 2009[4]  | Raül Garcia                   |
| 11 | 2010[5]  | Daniel José Queraltó          |
| 12 | 2011[6]  | Raül Garcia                   |
| 13 | 2012[7]  | Óscar de la Riva              |
| 14 | 2013[8]  | Raül Garcia                   |
| 15 | 2014[9]  | Óscar de la Riva              |
| 16 | 2015[10] | Óscar de la Riva              |
| 17 | 2016     | Robert Alomà                  |
| 18 | 2017     | Oscar de la Riva Robert Alomà |
| 19 | 2018     | Jordi Fluvià                  |
| 20 | 2019     | Robert Alomà                  |
| 21 | 2021     | Serni Ribera                  |
| 22 | 2022     | Felipe Porras                 |
| 23 | 2023     | Serni Ribera                  |
| 24 | 2024     | Serni Ribera                  |